# Antonio Vargas Laguna
Antonio Vargas Laguna, i Marqués de la Constancia (Badajoz, 12 de febrero de 1763-Roma, 23 de octubre de 1824), fue un político, noble y diplomático español.

## Biografía
Nació en Badajoz en 1763. Ministro plenipotenciario de Fernando VII en Roma, a raíz de su restauración como rey en 1814, tras la Guerra de la Independencia, durante la cual Vargas sufrió presidio en el fuerte de Vincennes por negarse a prestar juramento a José I Bonaparte. Cumplió con tesón la misión de espiar y sembrar la discordia entre los exiliados padres del soberano, los exreyes Carlos IV y María Luisa, y su cortejo, entre los que se encontraba Manuel Godoy. Fernando VII lo nombró por tal motivo marqués de la Constancia. 
Con anterioridad, había sido alcalde de Casa y Corte, llevado a Madrid por su paisano extremeño el valido Manuel Godoy, en el apogeo de su poder. Nombrado secretario de Estado el 27 de mayo de 1823.
En 1808 fue arrestado por el general francés Sextius Alexandre François de Miollis, junto con su secretario Antonio Beramendi y Freyre, por sus protestas contra los atropellos franceses de Bayona, y por no jurar fidelidad y obediencia a José Bonaparte como rey de España. Ambos sufrieron un encarcelamiento de más de cinco años en varias prisiones francesas. Acabada la Guerra de la Independencia, alcanzaron la libertad. Falleció en Roma en 1824.